# Миядзава, Киити
Киити Миядзава (яп. 宮澤 喜一 Миядзава Киити, 8 октября 1919, Фукуяма, Хиросима, Японская империя — 28 июня 2007, Токио, Япония) — японский политический и государственный деятель. 78-й Премьер-министр Японии в период с 5 ноября 1991 года по 9 августа 1993 года. Дважды занимал пост министра финансов и другие высокие посты. Член и глава Либерально-демократической партии, при котором она впервые проиграла выборы со времён её основания в 1955 году. Не смог провести банковскую реформу и в 2001 году покинул кабинет министров. В 2003 году закончил политическую карьеру, покинув Палату представителей. Уделял большое внимание США в политике и творчестве. В конце жизни написал книгу о японо-американских отношениях.

## Биография
Киити Миядзава родился 8 октября 1919 года в городе Фукуяма, префектура Хиросима. Он выходец из богатой семьи политиков: отец был депутатом, а дед — министром. Окончил юридический факультет Токийского императорского университета, после чего в 1942 году начал службу в Министерстве финансов, избежав службы в армии. В 1950 году принимал участие в переговорах по заключению Сан-Францисского мирного договора.
В 1953 году Миядзава начал свою политическую карьеру, когда избрался членом Палаты советников. В этом статусе он проработал до 1967 года, когда перешёл в Палату представителей — нижнюю палату японского парламента. Затем он вошёл в Кабинет министров: в 1970—1971 годах работал министром промышленности и внешней торговли. В 1974—1976 годах занимал пост министра иностранных дел, затем — генерального директора правления по планированию народного хозяйства (1977—1978) и, наконец, служил генеральным секретарём кабинета министров с 1984 по 1986 годы. Летом 1980 года имел шансы стать премьер-министром после смерти Масаёси Охиры, но тогда пост занял Дзэнко Судзуки. В 1987 году Миядзава был назначен министром финансов, однако в 1988 году в стране разгорелось «дело Рекруто» — крупный коррупционный скандал, в ходе которого он был вынужден подать в отставку. 5 ноября 1991 года стал премьер-министром Японии в 72 года.
Кабинет министров под руководством Киити Миядзавы подготовил законопроект, разрешавший Японии отправлять Силы самообороны на участие в миротворческих миссиях зарубежом. Закон был принят в июне 1992 года, а уже в сентябре 1600 японских военных отправились в командировку в Камбоджу. Также начали проводиться экономические реформы, направленные на восстановление экономики, пострадавшей от рецессии начала 1990-х годов. Миядзава выступал за восстановление добрососедских отношений с Китаем и Кореей: перед последней он официально извинился в 1992 году за действия солдат имперской армии. В том же году президента США Джорджа Буша старшего стошнило на премьер-министра во время официального визита в Токио. В 1992—1993 годах Миядзава и Либерально-демократическая партия (ЛДП) испытывали серьёзные проблемы и падение рейтинга из-за неспособности реформировать избирательную систему. Итогом стало поражение правящей партии в июле 1993 года и выраженный ему парламентом вотум недоверия. 9 августа 1993 года он потерял свой пост.
Позже, в 1998 году, премьер-министр Кэйдзо Обути снова назначил Миядзаву министром финансов, которым он был до 2002 года. В это время Япония переживала тяжёлый банковский кризис, который политик так и не смог решить. Также на международной арене он запомнился подписанием так называемой «Новой инициативой Миядзавы»: в 1998 году Япония выделила 30 миллиардов долларов на помощь азиатским странам, пострадавшим от экономического кризиса, начавшегося за год до вступления Миядзавы в должность. В 2003 году он принял решение закончить политическую карьеру.
Киити Миядзава скончался 28 июня 2007 года в Токио в возрасте 87 лет.

## Личная жизнь
В период учёбы в США Миядзава женился. Вместе с супругой по имени Ёко имел сына Хиро, который стал архитектором, а также дочь Кэйко, которая вышла замуж за американского дипломата. Журналист The New York Times Стивен Вайсман писал, что Миядзава испытывал глубокую привязанность к Америке и хорошо знал страну, хоть и критиковал её по ряду направлений. Однако журналист предполагает, что политик мог не избавиться от негативных воспоминаний молодости, проведённой под американской оккупацией. Миядзава посвятил японо-американским отношениями книгу «Секретные переговоры между Токио и Вашингтоном», которая была опубликована в 2007 году. Он был обеспокоен дисбалансом в отношениях с США. В частности, он выступал за то, чтобы Япония стала полноправным независимом участником системы коллективной безопасности. Это помогло бы ей повысить собственный уровень обороноспособности.

## Оценки деятельности
«Политическая энциклопедия современной Японии» под редакторством Эльгены Молодяковой описывала Миядзаву как политика, который пользовался большой популярностью у избирателей многие годы. Однако он не смог её укрепить, и в конце правления рейтинг ЛДП опустился до минимального уровня. В 1993 году партия под его руководством впервые проиграла выборы за последние 38 лет. Политолог Такаси Микурия описал Миядзаву как человека, который «смотрел на всех свысока», а потому и не мог заслужить уважение окружающих. Писатель и драматург Масакадзу Ямадзаки, который имел опыт общения с Миядзавой, отозвался о нём как об умном и образованном человеке. Он читал множество европейской и американской литературы и хорошо владел иностранными языками. Разбирался в каллиграфии. Однако он также упоминал большое пристрастие Миядзавы к алкоголю. Британский политолог и специалист по внешней политике Японии Артур Стоквин заключил, что в своей политике Миядзава больше всего уделял внимание США и соседним государствам. Также уважал Великобританию и её политические традиции. Он полагает, что Миядзава был кейнсианцем и пацифистом. Также, как считает учёный, он не обладал жёстким характером, что стало причиной, по которой он проиграл борьбу за пост премьер-министра ещё в 1980 году.

## Память
В 2024 году в Фукуяме был открыт мемориальный зал, посвящённый Киити Миядзаве. Он базируется в бывшем Музее обуви. На открытии присутствовали члены семьи.

## Награды
- Большой крест Ордена Солнца Перу (1992)[13]